# 启蒙镇
启蒙镇，是中华人民共和国贵州省黔东南苗族侗族自治州锦屏县下辖的一个乡镇级行政单位。

## 行政区划
启蒙镇下辖以下地区：
边沙村、者蒙村、魁洞村、果垢村、西洋店村、甘塘村、归故村、中华村、华洞村、巨寨村、丁达村、玉泉村、三合村、地茶村、高表村、八里村、八瓢村、鹏池村、地稠村、八受村、流洞村、便幌村、雄黄村和苗埂村。